# Sauland
Sauland is een dorp en het bestuurlijke centrum in de gemeente Hjartdal in de Noorse provincie Telemark. Het ligt op een hoogte van 106 meter en er wonen ongeveer 800 mensen.
Het dorp heeft een aantal voorzieningen en er is een houten kerk die in 1860 werd gebouwd en een oude staafkerk verving.
In 1820 werd het mineraaltype Thuliet in Sauland ontdekt door de Zweed Anders Ekeberg.

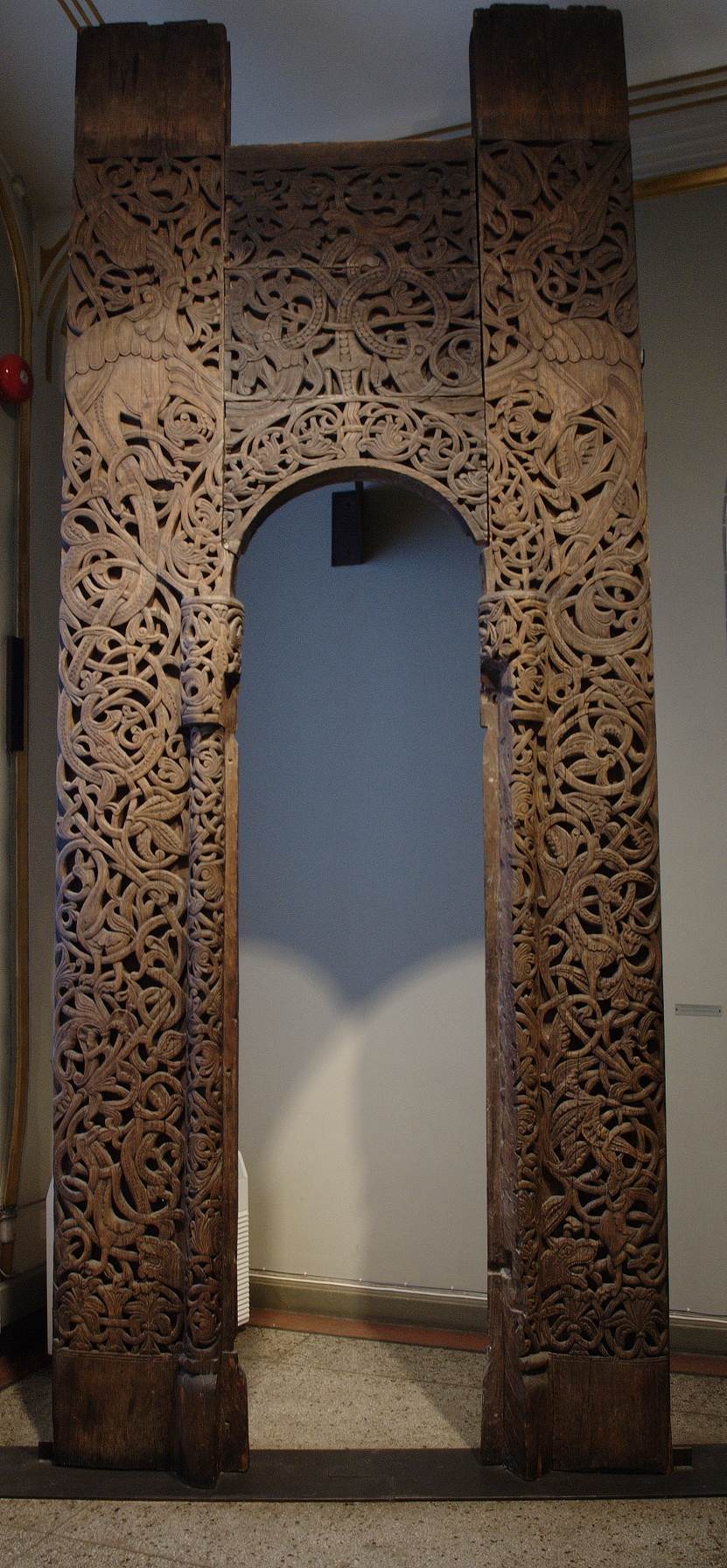
Portaal van de voormalige staafkerk
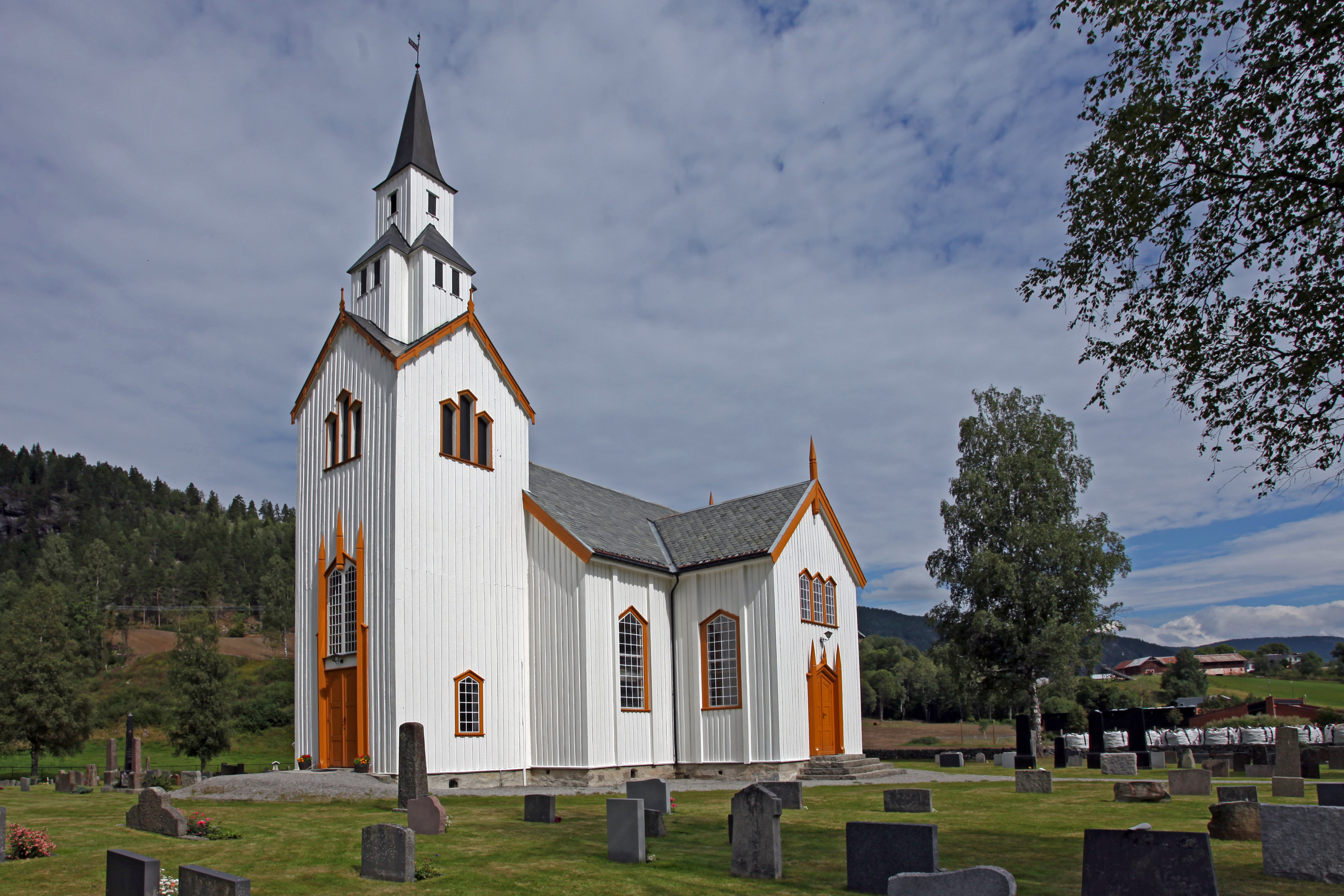
Kerk van Sauland